# Liste des abbés de Saint-Satur
Cet article présente une liste des Abbés de Saint-Satur de 1100 jusqu'à 1789. L'abbé occupait une place centrale et jouait un rôle essentiel dans le Sancerrois (au nord-est de l'actuel département du Cher), parfois jusqu'à Rome, sous l'Ancien Régime.
| Début | Fin  | Identité                                                                       |
| ----- | ---- | ------------------------------------------------------------------------------ |
| 1104  | 1144 | Pierre I                                                                       |
| 1144  | 1164 | Raoul I                                                                        |
| 1164  | 1173 | Jean I                                                                         |
| 1173  | 1193 | Geoffroy I                                                                     |
| 1193  | 1213 | André                                                                          |
| 1213  | 1221 | Eudes I                                                                        |
| 1221  | 1264 | A...                                                                           |
| 1264  | 1275 | Eudes II                                                                       |
| 1275  | 1286 | Guillaume de Ménipény                                                          |
| 1286  | 1302 | Jean II                                                                        |
| 1302  | 1350 | Jean III                                                                       |
| 1350  | 1388 | Geoffroy II                                                                    |
| 1388  | 1420 | Jacques                                                                        |
| 1420  | 1458 | vacance                                                                        |
| 1454  | 1458 | Aubert ? Simon de Rouvroy de Saint-Simon                                       |
| 1459  | 1523 | vacance                                                                        |
| 1523  | 1544 | Pierre II Antoine                                                              |
| 1544  | 1557 | Bertrand de Keneringhen, doyen de Poitiers.                                    |
| 1557  | 1570 | François I de la Guiche                                                        |
| 1570  | 1599 | François II de la Guiche                                                       |
| 1599  | 1617 | François III de la Guiche                                                      |
| 1617  | 1652 | Claude de Toulongeon, frère du comte du même nom.                              |
| 1652  | 1670 | François de Rochechouart, chevalier de Jars, mort le 10 avril 1670.            |
| 1670  | 1685 | Jean IV de Montpezat de Carbon.                                                |
| 1685  | 1702 | Nicolas de Villetertre de Mornay.                                              |
| 1702  | 1727 | Maximilien-Phillippe de Manderscheid-Falkenstein.                              |
| 1727  | 1746 | François-César Le Blanc 1719-1746, évêque d'Avranches.                         |
| 1747  | 1789 | Joseph-Alphonse de Véri (1724-1799), nommé en 1747                             |
| 1840  |      | Pierre-Louis Voisin (1812 à Issoudun-), ordonné prêtre en 1837, nommé en 1840. |

## Sources
Compte-Rendu des Travaux de la Société du Berry - Treizième Année (1866) : Monographie de l'abbaye de Saint-Satur de M. Gemalhing, pages 227 à 323, édition de Février 1867